# Landgraben (Moder, Dalhunden)
Der Landgraben (französisch: Ruisseau le Landgraben) ist ein rund 41 Kilometer langer Fluss im französischen Département Bas-Rhin in der Region Grand Est und er ist ein rechter Zufluss der Moder.

## Name
Die Namensgebung des Flusses weicht bei älteren Kartendarstellungen weitgehend von der offiziellen Benennung in der französischen Gewässerdatenbank Sandre ab, weil hier die einzelnen Flussabschnitte gesonderte Bezeichnungen führen. Es sind dies – gesehen in Fließrichtung: Stegbach, Bruchgraben, Muhlbaechl, Neubaechel, Landgraben, Muehlrhein, Muehlbach und Kohlgiessen.

## Geographie

### Verlauf
Der Landgraben entspringt auf einer Höhe von etwa 193 m beim Ort Gimbrett im Gemeindegebiet von Berstett. Er entwässert mit einem Bogen über Süd generell Richtung Ostnordost durch die Ebene des Rheintals und passiert dort mehrere Industriezonen.
In seinem Verlauf quert der Landgraben die Autobahnen A4 und A35 sowie die Bahnstrecke Wörth–Strasbourg. In seinem Unterlauf nähert er sich dem Rhein bei Drusenheim auf etwa 150 Meter Distanz. Er mündet schließlich auf einer Höhe von etwa 119 m im Gemeindegebiet von Dalhunden von rechts in die Moder.
Sein etwa 41,2 km langer Lauf endet ungefähr 74 Höhenmeter unterhalb seiner Quelle, er hat somit ein mittleres Sohlgefälle von etwa 1,8 ‰.

### Einzugsgebiet
Das etwa 148 km² große Einzugsgebiet des Landgrabens liegt im Mittleren Oberrheintiefland und wird durch ihn über die Moder und den Rhein zur Nordsee entwässert.

### Zuflüsse
(Reihenfolge in Fließrichtung)
- Ruisseau le Muhlbach (links), 10,9 km
- Ruisseau le Schlossgraben (links), 8,8 km
- Ruisseau le Riedgraben (rechts), 6,1 km
- Ruisseau d’Erlengraben (rechts), 4,2 km
- Ruisseau le Muhlrhein (links), 9,2 km

### Orte am Fluss
(Reihenfolge in Fließrichtung)
- Gimbrett, Gemeinde Berstett
- Rumersheim, Gemeinde Berstett
- Berstett
- Eckwersheim
- Vendenheim
- Offendorf
- Drusenheim
- Dalhunden